# Фульдабрюк
Фульдабрюк (нім. Fuldabrück) — сільська громада в Німеччині, знаходиться в землі Гессен. Підпорядковується адміністративному округу Кассель. Входить до складу району Кассель.
Площа — 17,85 км2. Населення становить 5174 ос. (станом на 31 грудня 2020).